# Исим
Ѝсим (на италиански и на френски: Issime, на местен диалект: Eichima, Ейшима) е село и община в Северна Италия, автономен регион Вале д'Аоста. Разположено е на 956 m надморска височина. Населението на общината е 419 души (към 2010 г.).